# Исторически народни песни
Историческите народни песни са вид народни песни за събития и личности от историята на някой народ. Те, общо взето, правдиво отразяват историческите факти и лица, но понякога се отклоняват от историческата истина, когато народният певец не е съвременник на събитията, а пее за тях по предания. В тези песни е отразено народното отношение към съществени събития.

## Български исторически народни песни
Тези песни са близки до юнашките, но отразяват времената, когато митологичните представи постепенно загубват своето значение. Фантастичният елемент в тях намалява, събитията и лицата са представени по-достоверно. Описанията са по-сбити, действието се развива по-бързо. Езикът е по-близък до разговорния.
Твърде разнообразни са по тематика, композиция и художествен стил. Макар и предимно епични, понякога имат ярко изразен лиризъм.
Имало е български исторически песни за събития преди 14 век, но те не са запазени. Достигналите до нас могат да се разделят на три групи:
- Песни, в които е отразено турското нахлуване в България и опитите за отпор срещу него, страданията на народа под турска власт през следващите векове и защитата на честта и народността от насилията на турците („Цар Иван Шишман“, „Мурад и Мара“, „Три синджира роби“, „Даваш ли, даваш, Балканджи Йово“ и др.) [1]
- Песни за националноосвободителните борби на народа. Възпети са Хаджи Димитър, Стефан Караджа, Васил Левски, Христо Ботев, създадени са песни за Априлското въстание и др., за героизма през Руско-турската война от 1877 – 1978 г.[1]
- Песни за исторически събития и лица след Освобождението – израз на народното отношение към Сръбско-българската война, Балканската война, Първата световна война и други събития и герои. [1]

В българския фолклор най-много са запазените песни, свързани с борбите срещу османските нашественици. Основни теми в тях са борби срещу турците, отвличане в робство и потурчване, грабежи, мъчения, убийства и борба за свобода.
Чрез историческите народни песни народът изразява почитта си и уважението си към исторически личности и събития.